# Psilocybe meridionalis
 Psilocybe meridionalis es una especie de hongo del género Psilocybe. Este hongo manchas de color azul en las zonas en las que ha sido dañado y está estrechamente relacionado con el Psilocybe stuntzii, pero se pueden distinguir por sus esporas más pequeñas y la presencia de pleurocystidia. Esta es la única especie de Psilocybe de la sección Stuntzii que se ha encontrado en México. Se sabe de él solo en las montañas al oeste de Jalisco, México.

## Distribución y hábitat
Encontrado en roble y pino en los bosques subtropicales de la sierra occidental de Jalisco, México.  Se conoce solo de la región Neverías de la Sierra de Cacoma a 2100 metros de altitud.